# Alternative Software
Alternative Software ist ein britischer Hersteller und Publisher von Computerspielen mit Sitz in Pontefract in West Yorkshire. Die Firma wurde 1985 gegründet und ist damit eine der ältesten noch existierenden Firmen der Videospielebranche.

## Geschichte
Roger Hulley arbeitete im Vertrieb einer kleinen Spielesoftwarefirma namens R&R Software, als er 1985 mit zwei Programmierern ins Gespräch kam, die einen Platformer für den ZX Spectrum entwickelt hatten und unter dem Namen „Alternative Software“ händisch vertrieben. Einer der beiden war Martyn Brown, der spätere Gründer von Team 17. Für die professionelle Veröffentlichung dieses Spiels, Henry’s Hoard, kaufte Hulley den beiden die Rechte am Spiel sowie am Labelnamen ab. Mit Hilfe eines Zuschusses des staatlichen Design Council, einer Behörde für die Förderung von Produktgestaltung, ließ er der Firma eine neue Corporate Identity verpassen, um sich von Mitbewerbern abzuheben. 1986 stieg Dave Palmer, Mitbegründer von Alligata Software, in die Firma ein und kümmerte sich um Produktion und Packungsdesign, während Hulley fortan für Entwicklung und Akquise zuständig war. Zu Beginn ihrer Geschäftstätigkeit erwarb die Firma vor allem Rechte an ein bis zwei Jahre alten Spielen für damals gängige Homecomputer und legte diese im Billigsegment als Kassetten für 1,99 £ neu auf. Gleichzeitig wurden aber bereits erste eigene Titel produziert. Eine Besonderheit war der Erwerb von Lizenzen für Cartooncharaktere für jüngere Zielgruppen und deren Darstellung in Videospielen, so zum Beispiel Thomas, die kleine Lokomotive, Sooty and Sweep, Die Falltür, Yogi Bär, Popeye, Feuerwehrmann Sam oder Postman Pat. 1987 wurde das Unterlabel Summit gegründet, dessen Spiele sich an eine etwas ältere Zielgruppe richteten und die mit 2,99 £ teurer bepreist waren. Zu dieser Zeit kaufte die Firma ein Kopierwerk für Kassetten in Dewsbury auf, um so die gesamte Produktionskette in eigenen Händen zu halten. Ab 1988 wurden auch Spiele für 16-bit-Computer wie Amiga und Atari ST produziert. 1990 hatte Alternative im Billigsegment in Großbritannien einen Marktanteil von 17 %. In diesem Jahr gründete Hulley mit Friendly Learning ein weiteres Unterlabel, das zu TV-Zeichentrickserien Spiele mit Bildungsanspruch veröffentlichte. Zu Beginn der 1990er-Jahre etablierte Alternative Software als erste Softwarefirma eine Produktlinie von Sportspielen, die auf einer Lizenzierung durch nationale Sportverbände fußte. Mit Lizenzen von Ligen wie der Super League (Rugby) und der Premier League (Fußball) positionierte sich Alternative als zeitweise wichtigster Anbieter derartiger Spiele. 1993 war das Geschäftsvolumen der Firma so groß, dass sie sich für das Spiel Dalek Attack als eine der ersten Softwarefirmen Fernsehwerbung leisten konnte.
Mit dem Ende der 8-Bit-Ära um 1993 herum konnte sich Alternative als Anbieter von Spielen für 16-Bit-Computer, PCs und Spielkonsolen zwar halten, erreichte aber nie wieder die Umsätze, die mit Spielen für Heimcomputer erreicht wurden. Das prinzipielle Geschäftsprinzip von Alternative war es, dank niedriger Produktionskosten hohe Stückzahlen abzusetzen. Software für 16bit-Rechner und Konsolen erforderte mehr Personal und bedingte so höhere Produktionskosten, die Alternative bei einem Misserfolg in den Ruin hätten treiben können. Nur zögerlich wandte sich die Firma neuen Plattformen zu, was zu einem deutlichen Rückgang der Umsätze führte. Zusätzlich wurde die Firma 1997 durch einen Brand im Firmensitz getroffen, der in Warenbestände und Kopiertechnik vernichtete. Ende der 1990er-Jahre ergänzte die Firma ihr Portfolio um Anwendungssoftware wie das SuperRoos Activity Paint Studio, ein Mal- und Gestaltungsprogramm für Kinder. Ein weiteres Standbein wurden zu dieser Zeit Filmlizenzen wie Shrek 2, Madagascar, Wallace & Gromit oder Transformers, zu denen Videospiele erstellt wurden; außerdem wurden Spiele nun auch für Spielkonsolen umgesetzt. 1999 entwickelte die Firma für den Fußballverein Manchester United die technischen Grundlagen für den zeitweisen Auftritt als Internetdienstanbieter. Seit den 2000er-Jahren produziert Alternative Software weiterhin DVDs und CD-ROMs für Werbekampagnen von Hardwareherstellern, Dienstleistern und Handelsunternehmen wie Epson, UCI oder Sainsbury’s. Im Bereich Computerspiele wird vor allem das Nischensegment Rugby abgedeckt, die Lieblingssportart des Firmenchefs Hulley, der jahrelang Vorsitzender des englischen Rugby-Erstligisten Castleford Tigers war. 2008 wurde mit Super League Rugby der erste Titel für mobile Endgeräte veröffentlicht.

## Veröffentlichte Spiele (Auswahl)
- 360 - Xbox 360
- A8B - Atari 8-bit
- AMI - Commodore Amiga
- BBC - BBC Micro
- C16 - Commodore 16
- C64 - Commodore 64
- CPC - Schneider CPC
- DOS - PC-kompatibles DOS
- ELE - Acorn Electron
- MAC - Mac OS
- ONE - Xbox One
- PS2 - PlayStation 2
- PS3 - PlayStation 3
- PS4 - PlayStation 4
- SMD - Sega Mega Drive
- SNES - Super Nintendo Entertainment System
- ST - Atari ST
- SWI - Nintendo Switch
- VIT - PlayStation Vita
- WII - Nintendo Wii
- WIN - Microsoft Windows
- XBOX - Xbox
- ZX - ZX Spectrum

| Jahr | Titel                                           | Genre             | Systeme                               | Anmerkung                                                                 |
| ---- | ----------------------------------------------- | ----------------- | ------------------------------------- | ------------------------------------------------------------------------- |
| 1985 | Henry’s Hoard                                   | Platformer        | ZX                                    |                                                                           |
| 1985 | Pheenix                                         | Shoot ’em up      | C16, ZX                               |                                                                           |
| 1986 | Microball                                       | Flippersimulation | BBC, C64, CPC, ELE, ZX                |                                                                           |
| 1987 | S*M*A*S*H*E*D                                   | Textadventure     | C64, CPC, ZX                          | Persiflage auf die Fernsehserie M*A*S*H.                                  |
| 1987 | Star Wreck                                      | Textadventure     | C64, CPC, ZX                          | Persiflage auf die Fernsehserie Star Trek.                                |
| 1987 | Dead or Alive                                   | Action            | BBC, C64, CPC, ELE, ZX                |                                                                           |
| 1987 | Football Frenzy                                 | Textadventure     | C64                                   |                                                                           |
| 1987 | Wiz Biz                                         | Textadventure     | C64, CPC, ZX                          |                                                                           |
| 1987 | Andy Capp                                       | Adventure         | C64, CPC, ZX                          | Basiert auf dem gleichnamigen Comic-Strip im Daily Mirror.                |
| 1988 | Night Walk                                      | Action            | AMI, ST                               | Erstes Alternative-Spiel für 16-Bitter.                                   |
| 1988 | The Munsters                                    | Action            | AMI, C64, DOS, MSX, CPC, ST, ZX       | Basiert auf der US-Fernsehserie The Munsters.                             |
| 1988 | BMX Ninja                                       | Rennspiel         | C64, CPC, ZX                          |                                                                           |
| 1989 | Sooty & Sweep                                   | Action            | C64, CPC, ZX                          | Basiert auf der britischen TV-Serie für Kinder Sooty and Sweep.           |
| 1989 | Pro Mountain Bike Simulator                     | Sportsimulation   | A8B, C64                              |                                                                           |
| 1989 | Count Duckula in No Sax Please - We’re Egyptian | Action-Adventure  | AMI, C64, CPC, ST, ZX                 | Basiert auf der britischen Zeichentrickserie Count Duckula.               |
| 1989 | Postman Pat                                     | Geschicklichkeit  | AMI, C64, CPC, ST, ZX                 | Basiert auf der britischen Animationsserie für Kinder Postman Pat.        |
| 1989 | Postman Pat 2                                   | Action-Adventure  | C64, CPC, ZX                          |                                                                           |
| 1990 | Thomas the Tank Engine’s Fun With Words         | Lernspiel         | C64, CPC, ZX                          | Basiert auf der britischen Kinderbuchserie Thomas, die kleine Lokomotive. |
| 1990 | Thomas the Tank Engine & Friends                | Rennspiel         | AMI, C64, CPC, DOS, SMD, SNES, ST, ZX |                                                                           |
| 1991 | Popeye 2                                        | Platformer        | AMI, C64, CPC, DOS, ST, ZX            | Basiert auf der Cartoonfigur Popeye.                                      |
| 1991 | Fireman Sam                                     | Rennspiel         | C64                                   | Basiert auf der britischen Animationsserie für Kinder Feuerwehrmann Sam.  |
| 1992 | Dalek Attack                                    | Action            | AMI, C64, DOS, ST, ZX                 | Basiert auf der britischen TV-Serie Doctor Who.                           |
| 1993 | Gladiators                                      | Shoot ’em up      | C64                                   |                                                                           |
| 1993 | Suburban Commando                               | Action            | AMI, C64, DOS                         | Basiert auf dem Film Der Ritter aus dem All.                              |
| 1993 | Huckleberry Hound in Hollywood Capers           | Platformer        | AMI, ST, DOS                          | Basiert auf der US-Zeichentrickserie Hucky und seine Freunde.             |
| 1994 | Death Mask                                      | Ego-Shooter       | AMI                                   | Erster Egoshooter im Doom-Stil für den Commodore Amiga.                   |
| 1996 | Super League Pro Rugby                          | Sportsimulation   | DOS                                   | Basiert auf einer Lizenz der Super League.                                |
| 1998 | The Quivering                                   | Adventure         | DOS, WIN                              |                                                                           |
| 2003 | NRL Rugby League                                | Sportsimulation   | PS2, WIN, XBOX                        | Basiert auf einer Lizenz der National Rugby League.                       |
| 2005 | Rugby League 2                                  | Sportsimulation   | PS2, WIN, XBOX                        | Basiert auf einer Lizenz der National Rugby League.                       |
| 2011 | Jonah Lomu Rugby Challenge                      | Sportsimulation   | 360, PS3, VIT, WIN                    | Basiert auf einer Lizenz des World Rugby.                                 |
| 2015 | PSA World Tour Squash                           | Sportsimulation   | WII                                   | Basiert auf einer Lizenz der PSA.                                         |
| 2016 | Rugby Union Team Manager 2017                   | Sportsimulation   | MAC, WIN                              |                                                                           |
| 2017 | Rugby League Team Manager 2018                  | Sportsimulation   | MAC, WIN                              |                                                                           |
| 2017 | Skool Daze Reskooled                            | Action-Adventure  | WIN                                   | Remake von Skool Daze aus dem Jahr 1984                                   |
| 2018 | National Rugby Manager                          | Sportsimulation   | WIN                                   |                                                                           |
| 2018 | Football Director 2019                          | Sportsimulation   | WIN                                   |                                                                           |
| 2019 | MMA Team Manager                                | Sportsimulation   | MAC, WIN                              |                                                                           |
| 2019 | Profane                                         | Bullet Hell       | MAC, WIN, SWI                         |                                                                           |
| 2020 | The Copper Canyon Dixie Dash                    | Ego-Shooter       | SWI                                   |                                                                           |
| 2020 | Lunch A Palooza                                 | Partyspiel        | MAC, SWI, ONE, PS4, WIN               |                                                                           |